# Stará Lehota
Stará Lehota (in ungherese Szentmiklósvölgye) è un comune della Slovacchia facente parte del distretto di Nové Mesto nad Váhom, nella regione di Trenčín.